# كنوت بوين
كنوت بوين (بالنرويجية البوكمول: Knut Buen)‏ هو ملحن وموسيقي نرويجي، ولد في 31 أكتوبر 1948 في كونغسبرغ في النرويج.

## وصلات خارجية
- كنوت بوين على موقع IMDb (الإنجليزية)
- كنوت بوين على موقع ميوزك برينز (الإنجليزية)
- كنوت بوين على موقع ديسكوغز (الإنجليزية)